# Simon Špilak
Simon Špilak (* 23. června 1986) je bývalý slovinský profesionální silniční cyklista.

## Kariéra
Špilak se narodil v Tišině. Stal se vítězem Tour de Romandie 2010 poté, co byl původní vítěz Alejandro Valverde vyškrtnut kvůli podezření z dopingu. V tom samém závodu získal Špilak druhé místo v letech 2013 a 2014, v obou případech za Chrisem Froomem. V roce 2013 získal pouze 2 vítězství, a to na klasikách GP Miguel Indurain a Eschborn–Frankfurt City Loop. V roce 2015 Špilak vyhrál Tour de Suisse s pouze 5sekundovým náskokem před druhým Geraintem Thomasem. Toto vítězství získal v poslední etapě, individuální časovce, kterou vyhrál Tom Dumoulin. Špilak byl považován za unikát ve světě silniční cyklistiky, protože se zaměřoval na týdenní etapové závody namísto třítýdenních Grand Tours. V rozhovoru řekl, že neměl rád teplo, takže se vždy připravoval na jarní týdenní závody a ne na Grand Tours, které se většinou konají v létě.
V říjnu 2019 oznámil konec své kariéry poté, co jeho tým Team Katusha–Alpecin zanikl.

## Hlavní výsledky
2003
Mistrovství světa v silniční cyklistice
10. místo časovka juniorů
2004
Národní šampionát
 vítěz silničního závodu juniorů
 vítěz časovky juniorů
Mistrovství světa v silniční cyklistice
 3. místo silniční závod juniorů
4. místo Paříž–Roubaix Juniors
2005
Národní šampionát
 vítěz silničního závodu do 23 let
7. místo GP Kranj
Mistrovství Evropy v silniční cyklistice
9. místo silniční závod do 23 let
2006
vítěz Poreč Trophy
Národní šampionát
2. místo časovka do 23 let
Mistrovství Evropy v silniční cyklistice
7. místo časovka do 23 let
Istrian Spring Trophy
7. místo celkově
2007
vítěz La Côte Picarde
Kolem Slovinska
4. místo celkově
 vítěz soutěže mladých jezdců
Tour de l'Avenir
4. místo celkově
Istrian Spring Trophy
5. místo celkově
2008
Kolem Slovinska
5. místo celkově
Driedaagse van De Panne
5. místo celkově
9. místo Kolem Flander
Kolem Slovinska
vítěz 3. etapy
Giro della Provincia di Grosseto
6. místo celkově
2010
Tour de Romandie
 celkový vítěz
 vítěz soutěže mladých jezdců
vítěz 4. etapy
Bayern–Rundfahrt
3. místo celkově
2011
Kolem Slovinska
5. místo celkově
5. místo Giro del Friuli
2012
Paříž–Nice
4. místo celkově
Tour de Romandie
8. místo celkově
Kolem Belgie
8. místo celkově
Kolem Baskicka
10. místo celkově
2013
vítěz GP Miguel Indurain
vítěz Eschborn–Frankfurt City Loop
Tour de Romandie
2. místo celkově
vítěz 4. etapy
Vuelta a Andalucía
4. místo celkově
Kolem Baskicka
4. místo celkově
Paříž–Nice
6. místo celkově
Tour de Suisse
9. místo celkově
Tour du Poitou-Charentes
10. místo celkově
2014
Critérium du Dauphiné
vítěz 5. etapy
Arctic Race of Norway
vítěz 3. etapy
Tour de Romandie
2. místo celkově
vítěz 3. etapy
Kolem Baskicka
4. místo celkově
Paříž–Nice
8. místo celkově
Volta ao Algarve
9. místo celkově
2015
Tour de Suisse
 celkový vítěz
Tour de Romandie
2. místo celkově
Paříž–Nice
3. místo celkově
2016
Tour de Romandie
7. místo celkově
Kolem Baskicka
8. místo celkově
Tour de Suisse
9. místo celkově
2017
Tour de Suisse
 celkový vítěz
vítěz 7. etapy
2. místo Pro Ötztaler 5500
Kolem Baskicka
10. místo celkově
2018
Tour de Suisse
6. místo celkově
9. místo GP Miguel Indurain
2019
5. místo Trofeo Serra de Tramuntana
Tour de Suisse
6. místo celkově
Tour of California
6. místo celkově
Tour de Romandie
9. místo celkově
Volta ao Algarve
10. místo celkově

### Výsledky na etapových závodech
| Výsledky na Grand Tours        |      |      |      |      |      |      |      |      |      |      |      |      |
| Grand Tour                     | 2008 | 2009 | 2010 | 2011 | 2012 | 2013 | 2014 | 2015 | 2016 | 2017 | 2018 | 2019 |
| Giro d'Italia                  | 48   | —    | —    | 117  | —    | —    | —    | —    | —    | —    | —    | —    |
| Tour de France                 | —    | 109  | DNF  | —    | —    | —    | DNF  | —    | —    | —    | —    | —    |
| Vuelta a España                | —    | —    | —    | —    | —    | —    | —    | —    | —    | —    | —    | —    |
| Výsledky na etapových závodech |      |      |      |      |      |      |      |      |      |      |      |      |
| Závod                          | 2008 | 2009 | 2010 | 2011 | 2012 | 2013 | 2014 | 2015 | 2016 | 2017 | 2018 | 2019 |
| Paříž–Nice                     | 12   | DNF  | —    | 13   | 4    | 6    | 8    | 3    | 31   | —    | —    | 59   |
| Tirreno–Adriatico              | —    | —    | 18   | —    | —    | —    | —    | —    | —    | 11   | 27   | —    |
| Volta a Catalunya              | —    | —    | —    | —    | —    | 34   | —    | —    | —    | —    | —    | DNF  |
| Kolem Baskicka                 | —    | —    | —    | —    | 10   | 4    | 4    | 12   | 8    | 10   | 48   | —    |
| Tour de Romandie               | —    | —    | 1    | 21   | 8    | 2    | 2    | 2    | 7    | 30   | 30   | 9    |
| Critérium du Dauphiné          | —    | 77   | —    | —    | —    | —    | 85   | —    | —    | —    | —    | —    |
| Tour de Suisse                 | —    | —    | DNF  | —    | DNF  | 9    | —    | 1    | 9    | 1    | 6    | 6    |

| —   | Nezúčastnil se |
| DNF | Nedokončil     |